# Sacabambaspis
Sacabambaspis janvieri
Genre
Espèce
Sacabambaspis janvieri, unique représentant du genre fossile Sacabambaspis, est une espèce fossile de vertébrés préhistoriques sans mâchoires de la famille des Arandaspididae, qui a vécu lors de l'Ordovicien moyen.

## Description
Sacabambaspis janvieri mesurait environ 25 cm de long et avait une forme semblable à celle d'un têtard, avec une grosse tête et une absence de nageoire. Ses yeux étaient symétriques et présents sur la face (comme les phares d'une voiture).

## Systématique
Le genre Sacabambaspis et l'espèce Sacabambaspis janvieri ont été décrits en 1986 par Pierre-Yves Gagnier (d), Alain Blieck et Gabriela Rodrigo S. (d),.

## Fossiles
Selon la Paleobiology Database (16 septembre 2023), les collections de fossiles référencées sont au nombre de neuf :
- Ordovicien moyen : une collection en Argentine, deux collections en Australie, quatre en Bolivie, deux à Oman[2].

## Étymologie
Le nom générique, Sacabambaspis, fait référence à la commune de Sacabamba (en) (province d'Esteban Arce, Bolivie) où les premiers fossiles de l'animal ont été découverts.
L'épithète spécifique, janvieri, a été donnée en l'honneur du paléontologue français Philippe Janvier.

## Publication originale
: document utilisé comme source pour la rédaction de cet article.
- [1986] (en) Pierre-Yves Gagnier, Alain R. M. Blieck et Gabriela Rodrigo S., « First Ordovician vertebrate from south America », Geobios, Elsevier, vol. 19, no 5,‎ janvier 1986, p. 629-634 (ISSN 0016-6995 et 0293-843X, OCLC 795968533, DOI 10.1016/S0016-6995(86)80058-4). .